# Mikkey Dee

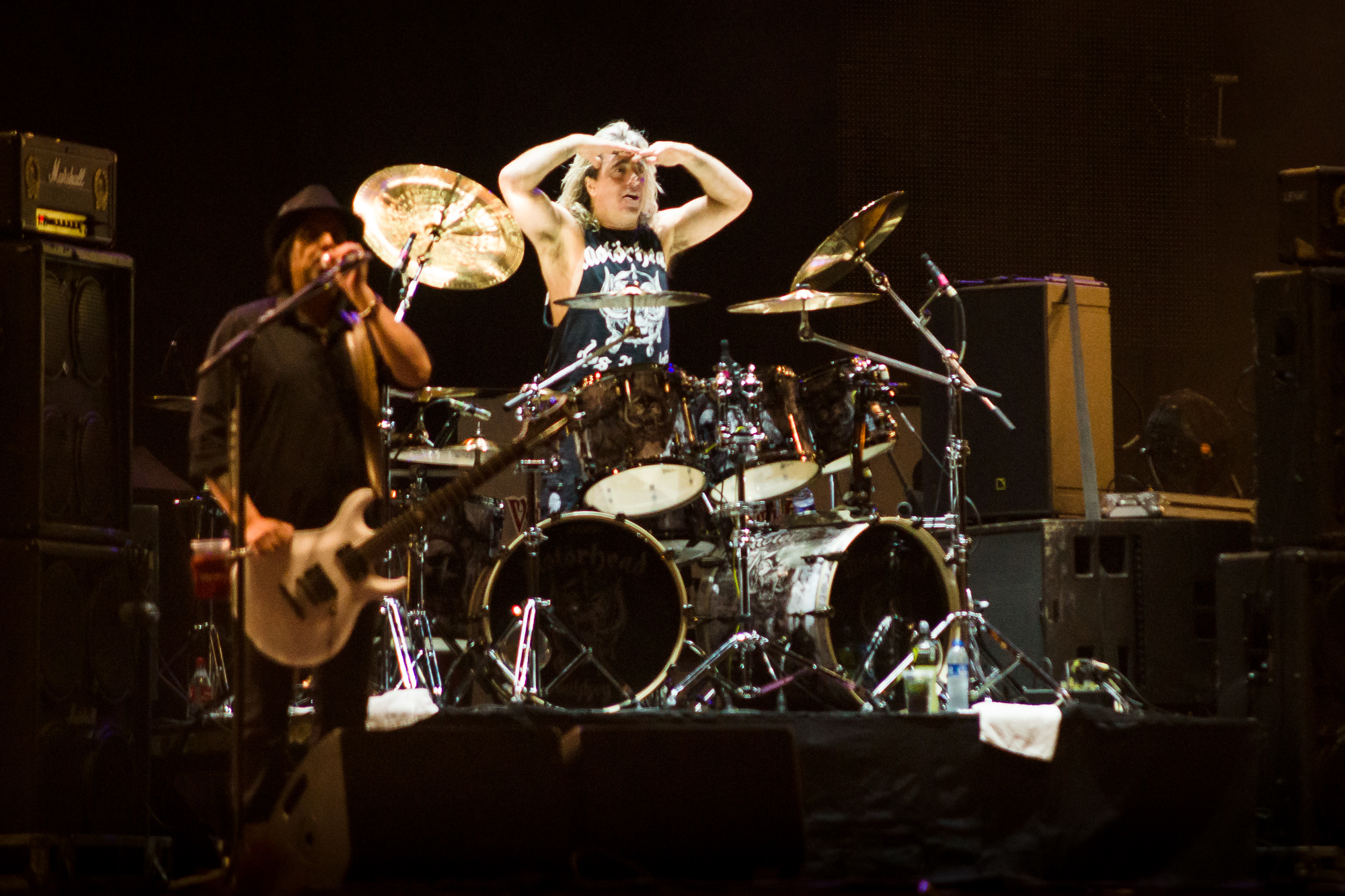
Mikkey Dee a Motorhead-del az Ursynalia Fesztiválon (Varsó, 2013)

Micael Kiriakos Delaoglou (görögül: Μιχαήλ Κυριάκος Δελάογλου; 1963. október 31., Göteborg, Svédország), ismertebb nevén Mikkey Dee, görög származású svéd zenész, a Motörhead, King Diamond és Don Dokken korábbi dobosa. Híres gyors és precíz játékáról. 2016-ban James Kottak helyét vette át a Scorpionsban.
Jelenleg élettársi kapcsolatban él. 2 gyermek édesapja.

## Diszkográfia

### King Diamond
- Fatal Portrait (1986)
- Abigail (1987)
- Them (1988)
- Conspiracy (1989)

### Don Dokken
- Up from the Ashes (1990)

### Motörhead
- March ör Die (1992)
- Bastards (1993)
- Sacrifice (1995)
- Overnight Sensation (1996)
- Snake Bite Love (1998)
- We Are Motörhead (2000)
- Hammered (2002)
- Inferno (2004)
- Kiss of Death (2006)
- Motörizer (2008)
- The Wörld Is Yours (2010)
- Aftershock (2013)
- Bad Magic (2015)

### Helloween
- Rabbit Don't Come Easy (2003)

### Scorpions
- Born To Touch Your Feelings:Best of Rock Ballads (2017)